# Löffelstöre

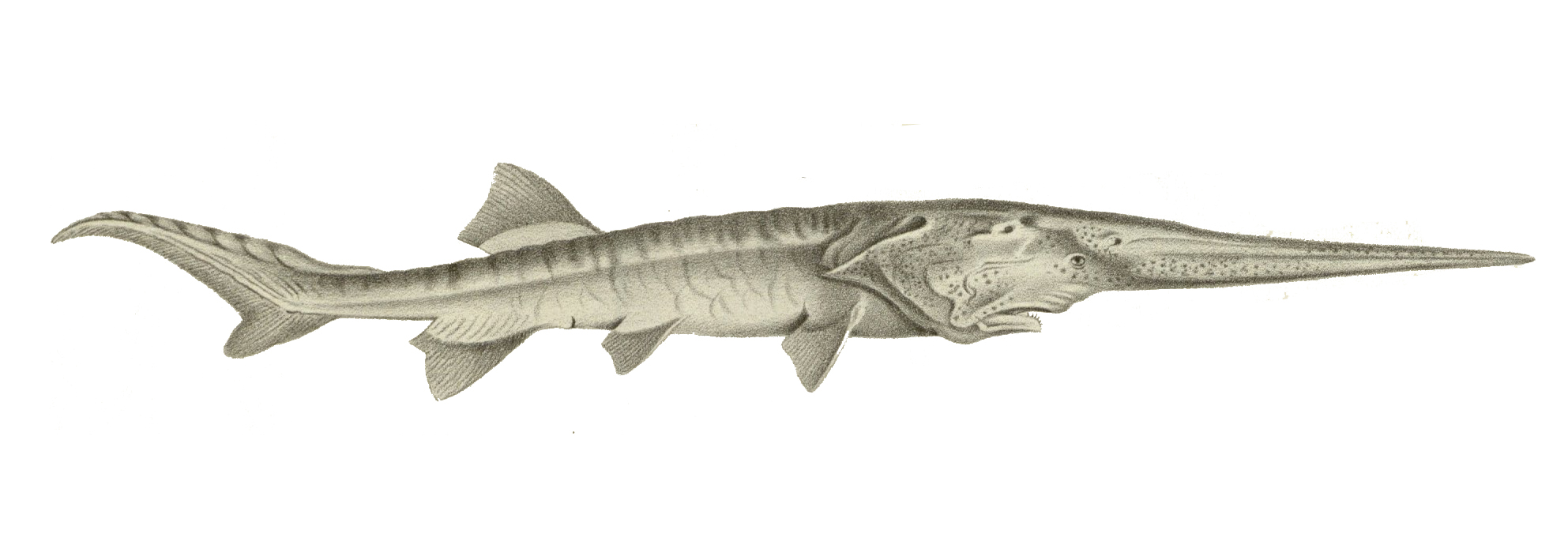
Schwertstör

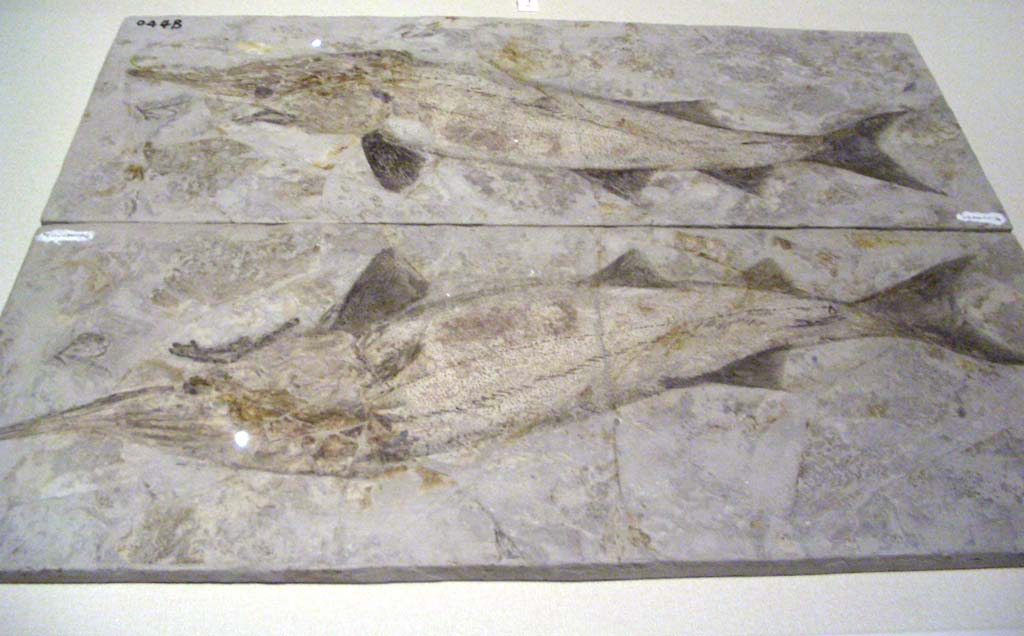
Fossil von Protopsephurus liui im Hong Kong Science Museum.

Die Löffelstöre (Polyodontidae (Gr.: poly = viele, odous = Zahn)) sind eine Familie der Störartigen (Acipenseriformes) die nur zwei Gattungen mit je einer Art enthält. Die Arten sind der Löffelstör (Polyodon spathula) aus dem Stromgebiet des Mississippi River (USA) und der Schwertstör (Psephurus gladius) aus dem Jangtsekiang (China). Der Löffelstör ist durch Fischfang, Gewässerverunreinigung und den Bau von Staudämmen in seiner Existenz stark bedroht, der Schwertstör gilt mittlerweile als ausgestorben.

## Merkmale
Löffelstöre werden 2,2 bis 3 Meter lang. Berichte über 7 Meter lange Schwertstöre gelten als nicht glaubwürdig. Charakteristisch für die Löffelstöre ist die mächtige ausgezogene Stirnpartie, die einen erheblichen Teil der Gesamtlänge der Tiere ausmacht (bis zu einem Drittel). An der Stirnpartie befinden sich die Lorenzinischen Ampullen (Elektrorezeptoren für das Aufspüren von Beutetieren und Orientierung). Erwachsene Löffelstöre sind gänzlich unbeschuppt. Nur die Oberseite des Schwanzflossenstiels und des fleischigen oberen Schwanzflossenlobus ist mit Ganoidschuppen besetzt. Die Zähne sind winzig. Ein Spritzloch ist vorhanden. Am Kiemendeckel befindet sich ein nach hinten gerichteter, großer, spitzer Auswuchs.

## Lebensweise
Löffelstöre sind aktive Schwimmer im Freiwasser großer Ströme. Der Löffelstör ernährt sich fast ausschließlich von Plankton, vor allem kleinen Krebstieren – er sondert die Nahrung mittels langer Kiemenfortsätze aus. Der geschlechtsreife Schwertstör geht hingegen dazu über, kleine Fische zu fressen. Das Rostrum (das „Schwert“) dient hierbei offenbar zum Stöbern am Flussgrund. Der Löffelstör laicht in Gruppen über Felsen und Geröll in stark strömendem Wasser. Die Eier kleben am Untergrund.

## Stammesgeschichte
Die gemeinsame Stammlinie von Löffelstören und ihrem Schwestertaxon, den Stören, teilte sich schon vor ungefähr 183 Millionen Jahren im Unterjura auf. Aufgrund dieser extrem langen Isolation werden die zwei rezenten Löffelstör-Arten (welche seit 68 Millionen Jahre (Oberkreide) voneinander getrennt sind) als „lebende Fossilien“ bezeichnet.
Neben den beiden heutigen Arten sind einige ausgestorbene Löffelstöre bekannt. Protopsephurus aus der Unterkreide von China ist der älteste und primitivste Löffelstör und Schwestergattung aller anderen. Paleopsephurus aus der Unter- und Oberkreide von Montana ist die Schwestergattung der verbleibenden Löffelstöre. Weitere ausgestorbene Löffelstöre sind Polyodon tuberculata aus dem unteren Paläozän von Montana und Crossopholis aus dem unteren Eozän von Wyoming. Auch alle fossilen Löffelstöre lebten in Süßgewässern.